# Dreamcast
Dreamcast is een spelcomputer geproduceerd door Sega. Deze werd uitgebracht op 27 november 1998 in Japan, op 9 september 1999 in de Verenigde Staten en op 14 oktober 1999 in Europa.
De Dreamcast was de eerste in de zesde generatie van spelcomputers, voorafgaand aan PlayStation 2, Xbox en GameCube, en is tot op heden hun laatst geproduceerde spelcomputer voor de thuismarkt. Het was ook een van de eerste spelcomputers in 1998 waarmee men online kon spelen via de diensten SegaNet (Verenigde Staten) en Dream Arena (Europa) dankzij een ingebouwd modem. 22 spellen ondersteunden SegaNet, waaronder Quake III Arena en Phantasy Star Online.
De productie stopte uiteindelijk op 31 maart 2001 wegens tegenvallende verkoop. Er zijn wereldwijd 10,6 miljoen Dreamcast-exemplaren verkocht.

## Geschiedenis
De ontwikkeling van de Dreamcast (codenaam: Katana) begon rond 1995 toen Sega een nieuwe grafische chip liet ontwerpen voor een nieuwe console. De verkoop en toekomst van de Saturn verliep moeizaam en Sega moest grote verliezen nemen.
Sega hield een publieke wedstrijd waarbij namen voor het nieuwe systeem ingestuurd konden worden. Uit de vijfduizend inzendingen werd gekozen voor de naam "Dreamcast", een samenstelling van de Engelse woorden "dream" (droom) en "broadcast" (uitzending).
In tegenstelling tot de relatief dure en moeilijk te programmeren hardware in de Sega Saturn werd de Dreamcast ontworpen met standaard componenten, zoals een Hitachi SH-4 processor en een NEC PowerVR2 grafische chip. Er werd in samenwerking met Yamaha het GD-ROM-formaat ontwikkeld die in massaproductie gemaakt kon worden tegen dezelfde kostprijs als een normale cd-rom. Hiermee werden kosten bespaard dan het gebruik van dvd-rom. Het GD-ROM-formaat kan ongeveer 1 GB aan gegevens bevatten en is een gepatenteerd mediaformaat om piraterij tegen te gaan. Ondanks dat het GD-ROM-formaat moest zorgen voor een betere kopieerbeveiliging slaagden mensen er toch in gewone cd-r schijfjes te lezen. Illegaal gekopieerde spellen werden al snel hierna in afgeslankte vorm aangeboden op internet.
Eerder werd in 1998 in Japan het arcadesysteem NAOMI aangekondigd. De NAOMI en de Dreamcast delen dezelfde systeemarchitectuur, en spellen zoals Marvel vs. Capcom 2, Dead or Alive 2, Ikaruga en Crazy Taxi werden door ontwikkelaars Capcom, Tecmo, Treasure en Sega overgezet naar de Dreamcast.
Microsoft ontwikkelde een speciale Dreamcast-versie van Windows CE, zodat het eenvoudiger werd om pc-spellen over te zetten naar het platform.
In de Verenigde Staten werd een grootse marketingcampagne gestart om de Dreamcast te lanceren op 9-9-1999 voor 199 dollar, die zeer succesvol bleek. Men wist daar een verkooprecord te halen met ruim 225.000 verkochte exemplaren in 24 uur.

### Naderend einde
De Dreamcast slaagde er echter niet in een aanzienlijk deel van de markt te veroveren doordat het marktaandeel van Sony en Nintendo vele malen groter was (samen 88 procent, tegenover 12 procent voor Sega), de PlayStation 2 die binnen een jaar na de Dreamcast uit kwam beter werd gepromoot, en voornamelijk het ontbreken van dvd-functionaliteit, die op de PlayStation 2 wel aanwezig was en werd gezien als een pré.
Daarnaast hadden spelers, en uitgevers zoals EA, het vertrouwen in Sega verloren. Elke spelcomputer uitgebracht door Sega na de Mega Drive was een flop (Mega-CD, 32X en Saturn), en schaadde hiermee Sega's reputatie. Vooral de Saturn werd gezien als een belangrijke oorzaak.
De verkoop liep achteruit toen Sony de PlayStation 2 op de markt bracht in 2000, en Sega wederom een financieel verlies moest verwerken. Uiteindelijk stopte de productie op 31 maart 2001. Sega trok zich terug van de spelcomputermarkt, en richtte zich op het publiceren van spellen. Naar schatting werden wereldwijd 10,6 miljoen Dreamcast-exemplaren verkocht, waarvan 1,9 miljoen in Europa, 4,2 miljoen in Noord-Amerika en 2,3 miljoen in Japan.

### Nalatenschap
Destijds in 1998 was de Dreamcast een vooruitziend apparaat. De grafische kwaliteit kwam in de buurt van de PlayStation 2 die ruim een jaar later uitkwam. Ook had de Dreamcast een ingebouwd 56k modem, waarmee met de DreamKey-software verbinding gemaakt kon worden met internet, zodat browsen op de tv mogelijk was.
De spellen werden beschouwd als creatief en innovatief. Enkele voorbeelden hiervan zijn Crazy Taxi, Jet Set Radio, Shenmue, Seaman, Soulcalibur, Samba de Amigo, en Sega Bass Fishing. Vele ideeën zagen het levenslicht op de Dreamcast, maar door het gebrek aan marketing en vertrouwen van de consument bleef de afzet ervan beperkt.

## Specificaties

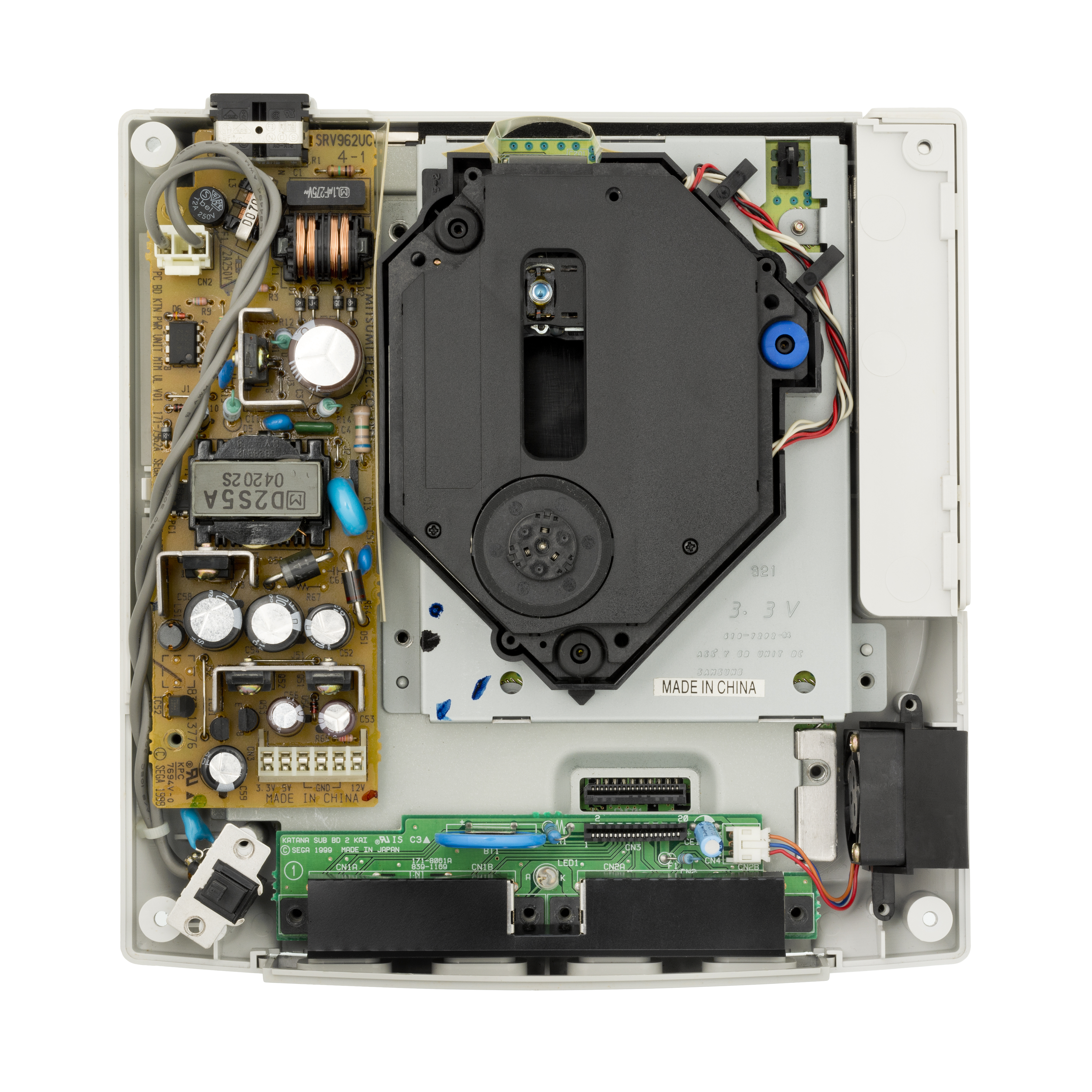
Interne deel van een Dreamcast

- CPU: 128 bits Hitachi SH-4 RISC CPU, systeemklokfrequentie 200 MHz, 360 MIPS/1,4 GFLOPS
- Grafische engine: NEC PowerVR2 CLX2, tot 7 miljoen polygonen per seconde
- Geheugen: systeemgeheugen 16 MB, videogeheugen 8 MB, geluidsgeheugen 2 MB
- Geluidskaart: Yamaha SIS-processor met een ingebouwde RISC-CPU ARM7, 47 MHz, 32-bit, 64 kanalen PCM/ADPCM
- GD-ROM 12x drive, capaciteit: 1 GB
- Invoer: 4 controller-poorten, ondersteuning digitale en analoge controllers
- Afmetingen: 189 mm × 195 mm × 76 mm
- Gewicht: 1,5 kg
- Modem: verwijderbaar, 56,6 kb/s
- Interface: Seriële poort, videopoort
- Breedbandadapters:
  - HIT-300 (Fujitsu MB86967 chip), 10 Mbit
  - HIT-400 (RealTek 8139 chip), 10/100 Mbit
- Kleuren: 16,77 miljoen (24 bits)
- Dataopslag: verwijderbare Visual Memory Unit, capaciteit: 128 kB

## Controller

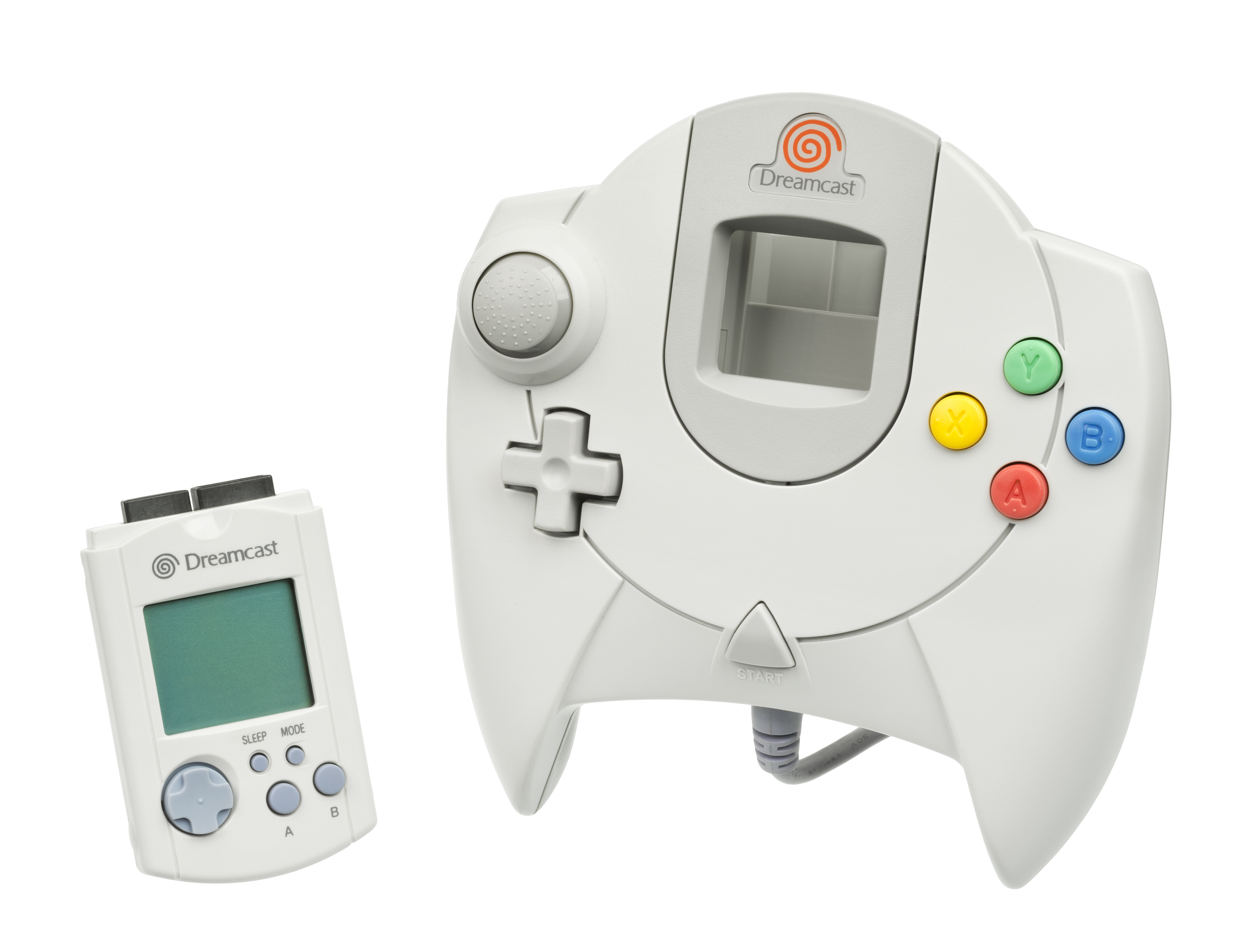
Controller met VMU geheugenkaart

Er kunnen tot vier controllers worden aangesloten op een Dreamcast. De controller bevat naast digitale knoppen ook een analoge joystick en twee analoge knoppen aan de achterzijde. Er zijn twee aansluitingen voor uitbreidingen, hierop kunnen accessoires worden aangesloten als een vibratiemotor, een microfoon en een VMU.

## VMU

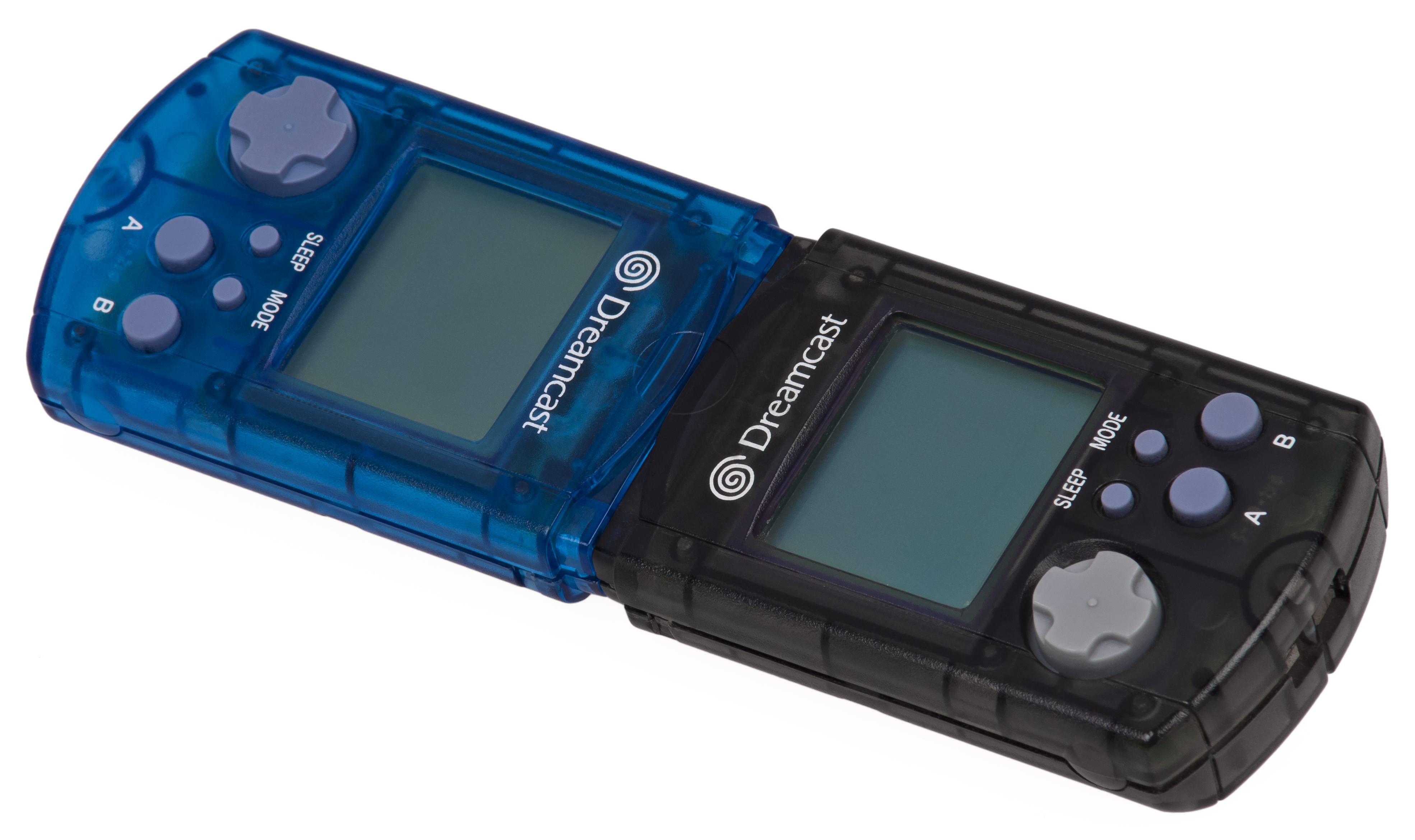
Twee gekoppelde VMU's.

De Dreamcast gebruikt een geheugenkaart, genaamd VMU (Visual Memory Unit), van 128 kB voor het opslaan van spelgegevens. Deze VMU past in de uitbreidingssleuf van de controller, maar kan ook met een andere VMU worden gekoppeld. De VMU heeft een klein lcd-scherm en vier knoppen, en kan gebruikt worden als extra beeldscherm en los als een mini-spelcomputer.
Er kunnen vanuit een aantal Dreamcast-spellen, minispellen worden gekopieerd naar deze VMU. In Sonic Adventure kan een speler Chao-eieren kopiëren naar de VMU, die als virtueel huisdier verschijnen, en in Sega GT kan men Pocket GT kopiëren naar de VMU, een racespelletje. Er zijn ook diverse homebrew-spellen verschenen op internet die geïnstalleerd kunnen worden op de VMU, zoals Metroid, Pacman, Space Invaders en Tetris.
De VMU bevat een 8 bit-processor van Sanyo, 128 kB opslaggeheugen (waarvan 100 kB voor 200 blocks), een lcd-scherm met 48×32 pixels, een PWM-geluidskanaal, en een richtingknop met vier knoppen. De afmetingen van de VMU zijn 47mm × 80mm × 16mm, weegt 45 gram en wordt gevoed met twee CR2032-batterijen.
Sega bracht ook een geheugenkaart uit in Japan en de VS met vier keer de opslagruimte (800 blocks) van een standaard VMU. Er kan met een knopje worden gewisseld tussen meerdere pagina's van 200 blocks opslagruimte. Er zijn ook door derden gelijksoortige geheugenkaarten uitgebracht.

## Spellen
Toen de Dreamcast voor het eerst in Japan uitkwam op 27 november 1998 waren er slechts vier speltitels beschikbaar: Godzilla Generations, Pen Pen TriIcelon, July en Virtua Fighter 3tb.
Er waren in de Verenigde Staten 19 lanceertitels beschikbaar toen de Dreamcast daar uitkwam op 9 september 1999.
- Air Force Delta
- Aerowings
- Blue Stinger
- Expendable
- Flag to Flag
- House of the Dead 2
- Hydro Thunder
- Monaco Grand Prix 2
- Mortal Kombat Gold
- NFL2K
- NFL Blitz 2000
- Pen Pen TriIcelon
- PowerStone
- Ready 2 Rumble
- Sonic Adventure
- Soul Calibur
- TNN Motorsports Hardcore Heat
- Tokyo Xtreme Racer
- Trickstyle

De lanceertitels voor Europa waren:
- Blue Stinger
- Incoming
- Millennium Soldier: Expendable
- Monaco Grand Prix 2
- Power Stone
- Sega Rally 2
- Sonic Adventure
- Speed Devils
- Trick Style
- Virtua Fighter 3tb

## Accessoires

### Sega

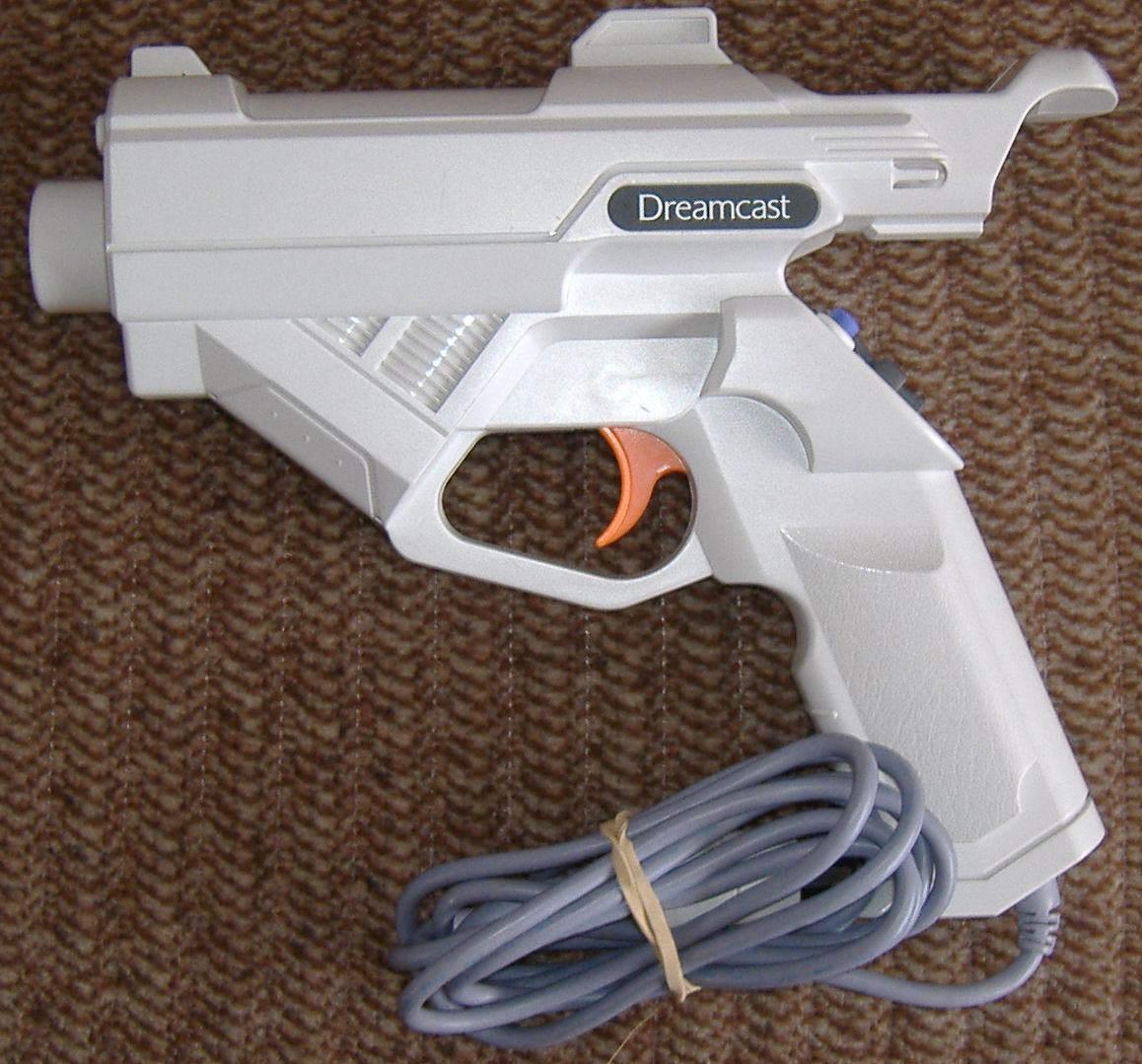
Dreamcast Lightgun

Sega bracht de volgende accessoires uit voor de Dreamcast. Sommige waren niet in elk land verkrijgbaar.
| Naam                         | Beschrijving                                                                  |
| ---------------------------- | ----------------------------------------------------------------------------- |
| Dreameye                     | Een digitale camera die gebruikt kon worden voor videogesprekken via internet |
| Fishing Rod                  | Vishengel met bewegingssensor en vibratiefunctie                              |
| Maracas                      | Maraca's voor het spelen van bepaalde ritmespellen                            |
| Vibration Pack               | Een vibratieapparaat die in een gleuf van de Dreamcast controller past        |
| Toetsenbord en muis          | Voornamelijk voor het gebruik met de webbrowserfunctie op de Dreamcast        |
| Lightgun                     | Een lichtpistool met gleuven voor de VMU en Vibration Pack                    |
| Microfoon                    | Alleen uitgebracht in Japan, wordt alleen ondersteund in het spel Seaman      |
| A/V, RGB, RF, S-Video kabels | Voor het aansluiten van de Dreamcast op diverse televisies                    |
| VGA-box                      | Voor het aansluiten op een monitor of beeldscherm                             |

### Derden

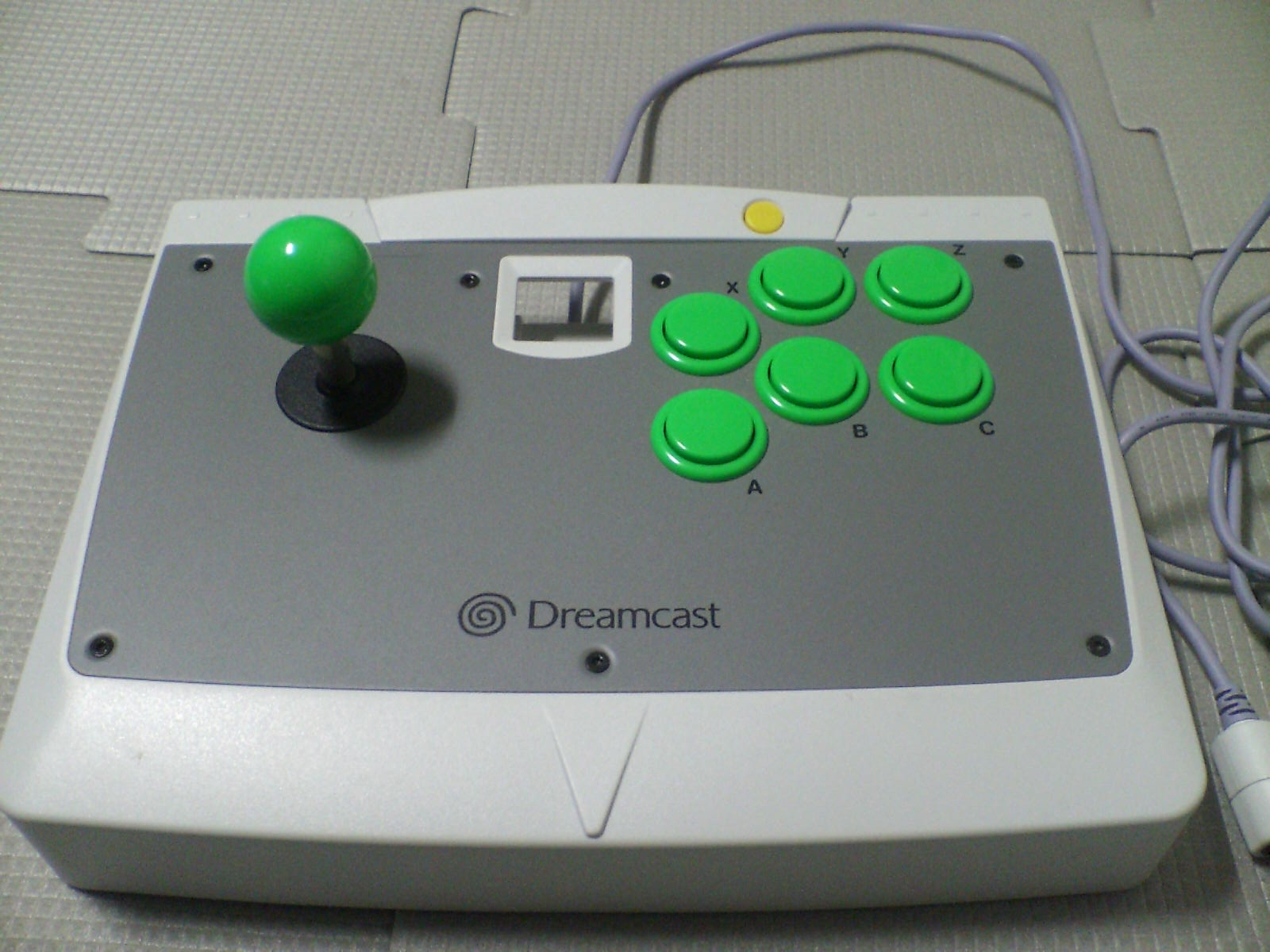
Dreamcast Arcade Stick

Er werden ook door derden diverse uitbreidingen en accessoires geproduceerd, zoals:
| Naam                   | Beschrijving                                                                    |
| ---------------------- | ------------------------------------------------------------------------------- |
| 4x en 8x RAM-kaart     | Geheugenkaarten met meer capaciteit dan de standaard VMU                        |
| Arcade Stick           | Een grote joystick van speelhalkwaliteit                                        |
| Alloy Arcade Stick     | Een programmeerbare joystick met metalen huls en 8 vuurknoppen                  |
| ASCII Pad              | Lijkt op de Saturn-joystick met 6 knoppen en 1 VMU-gleuf                        |
| Astro Pad              | Een grotere controller dan de standaard joystick, met 1 VMU-gleuf, in 4 kleuren |
| Concept 4 Racing Wheel | Een autostuur met pedalen en vibratiefunctie                                    |
| Dream Blaster          | Een lichtpistool met gleuven voor de VMU en Vibration Pack                      |
| Dream Pad              | Een controller met 6 vuurknoppen maar zonder analoge triggers                   |
| Quantum FighterPad     | Een programmeerbare controller met 6 vuurknoppen en 2 triggers                  |
| MC2 Racing Wheel       | Autostuur met versnellingspook en pedalen                                       |
| Mission Stick          | Een controller ontworpen voor vliegtuigsimulaties, met 1 VMU gleuf              |
| Nyko Controller        | Controller met 6 vuurknoppen, autovuur en turbo, zonder analoge triggers        |
| PS naar DC adapter     | Adapter waarmee PlayStation-controllers op een Dreamcast gebruikt kunnen worden |
| Radius Racing Pad      | Een controller/autostuur combinatie                                             |
| Rally Wheel            | Autostuur met ingebouwde VMU-gleuf                                              |
| StarFire LightBlaster  | Een lichtpistool met autovuur en autoherlaadfunctie                             |

## Treamcast

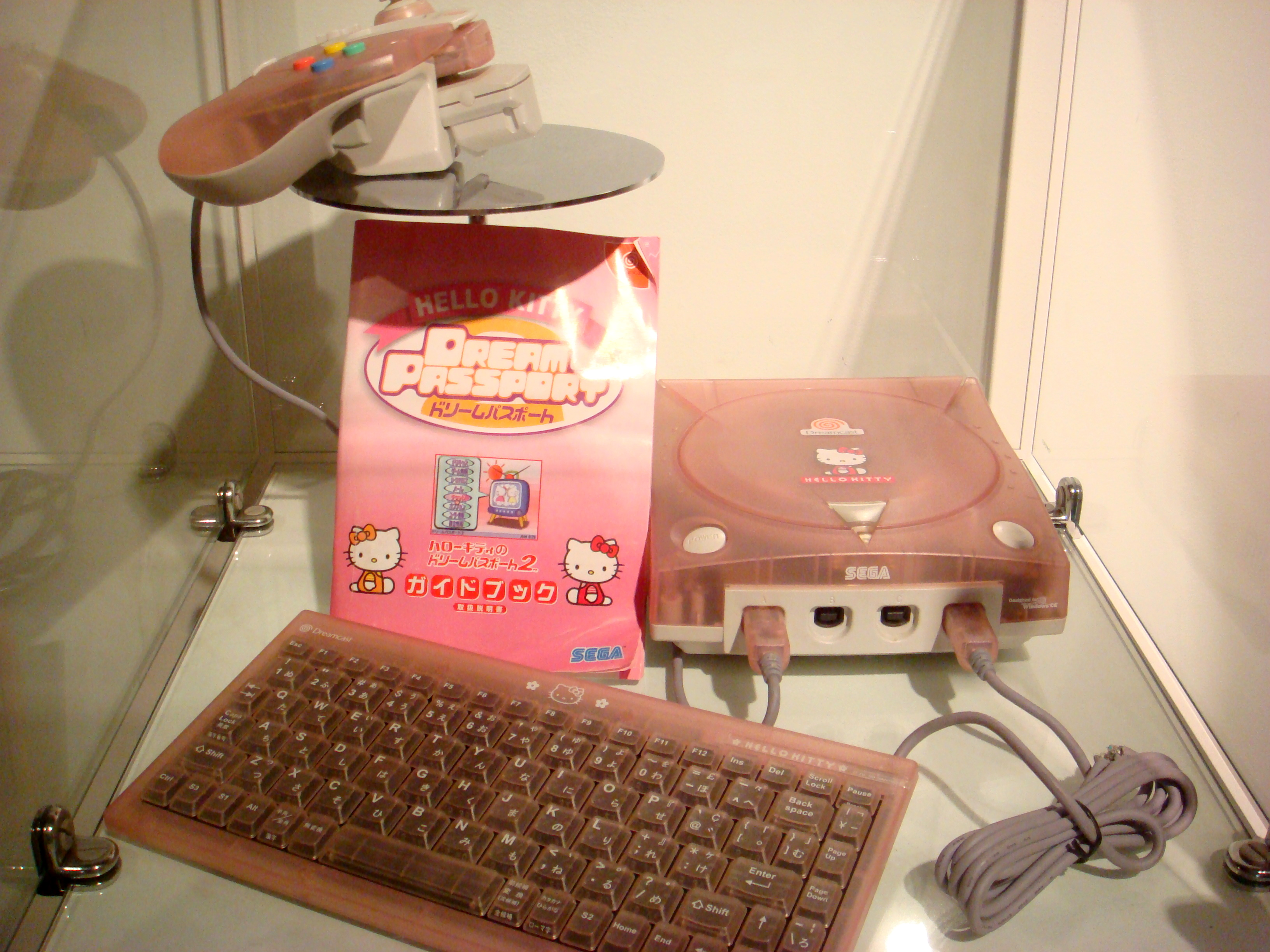
Een Japanse Dreamcast van Hello Kitty.

Er bestond vanaf 2001 een illegale kloon van de Dreamcast, die onder de naam Treamcast korte tijd werd verkocht in Hong Kong. Dit was een gemodifeerde Dreamcast met een inklapbaar lcd-scherm. De Treamcast heeft een kleiner en hoger formaat, is regiovrij en accepteert ook reguliere cd-r cd's. Er waren ook exemplaren in omloop met een breedbeeld lcd-scherm.

## Trivia
- Het opstartgeluid van de Dreamcast werd gecomponeerd door de Japanse muzikant Ryuichi Sakamoto.[13]
- De driehoekige startknop op de controller is in Japan doorzichtig, in de Verenigde Staten en Europa grijs.
- In Japan en de Verenigde Staten is het wervellogo rood, in Europa blauw.

Spelcomputers · Draagbare spelcomputers (Lijst van draagbare spelcomputers)